# Адама Бароу
Адама Бароу (Манкаманг Кунда, 16. фебруар 1965) гамбијски је политичар и трећи председник Гамбије.

## Биографија
Бароу је рођен 16. фебруара 1965, исте године у којој је Гамбија постала независна од Британије, у малом селу близу Басеа на истоку земље.
Био је власник агенције за некретнине.
2000-тих година, живео је у Великој Британији, где је наводно за време студија радио као радник обезбеђења у ланцу продавница Аргос, у северном Лондону.
Припадник етничке групе Фула.
На изборима у децембру 2016. победио је дугогодишњег председника Јаија Џаме, освојивши 43,3% и тиме постао нови председник Гамбије. Пре победе на председничким изборима је ступио у "коалицију 2016" која махом окупља левичарске странке у Гамбији како би се суптроставио Алијанси за патриотску реоријентацију и изградњу (АПРЦ).
У новембру 2021, Адама Бароу је најавио своју кандидатуру за председничке изборе 4. децембра 2021.
На изборима побеђује са 53% гласова, и осваја још један мандат.